# Đến thế giới mới với smartphone!
Đến thế giới mới với smartphone! (Nhật: 異世界はスマートフォンとともに Hepburn: Isekai wa Sumātofon to tomo ni) là một light novel do Fuyuhara Patora viết và Usatsuka Eiji minh họa. Bản dịch tiếng Việt do Amak Books phát hành, tập đầu tiên tại Việt Nam vào tháng 2 năm 2018, do nhà xuất bản Hải Phòng xuất bản. Một phiên bản manga do Soto minh họa bắt đầu ở Kadokawa Shoten's Comp Ace vào Tháng 11 2016. Một phiên bản anime truyền hình do Production Reed sản xuất, phát sóng từ tháng 7 đến tháng 9/2017. Mùa thứ hai của anime cũng được công bố, và hiện tại đang được phát sóng bắt đầu từ tháng 4 đến tháng 6 năm 2023.

## Cốt truyện
Mochizuki Touya là một thanh niên 15 tuổi vô tình bị Thượng Đế giết. Như một lời xin lỗi, Thượng đế cho phép anh được sống lại, nhưng vì ông không thể gửi anh về thế giới cũ của mình, nên thay vào đó, thượng đế sẽ tái sinh anh trong một thế giới phép thuật và cho phép Touya có một yêu cầu đặc biệt. Touya sử dụng quyền yêu cầu của mình để đem điện thoại thông minh của mình vào thế giới mới với anh ta, vì thế Thượng đế đã thay đổi điện thoại của Touya để nó sẽ hoạt động trong thế giới mới. Đồng thời Thượng Đế cũng khuếch đại rất nhiều khả năng vật lý, phép thuật và nhận thức của Touya đến một mức độ nhất định như một lời xin lỗi thêm cho sự bất tiện khi giết anh ta. Tận dụng tối đa cơ hội thứ hai của mình trong cuộc sống, Touya kết bạn với nhiều người khác nhau, chủ yếu là phụ nữ và những người có thứ hạng cao trong thế giới mới. Anh bắt đầu đi du lịch từ nước này sang nước khác, giải quyết các tranh chấp chính trị, làm nhiệm vụ, và thưởng thức chính mình với các đồng minh mới của mình.

## Nhân vật
Mochizuki Touya (望月冬夜)
Lồng tiếng bởi: Fukuhara Katsumi (Tiếng Nhật)
Là một thanh niên 15 tuổi đến từ Nhật Bản, được Thượng Đế tái sinh vào thế giới khác như một cách xin lỗi vì sai lầm của ông sau khi lỡ tay giết anh ta. Điện thoại thông minh của anh là thứ duy nhất còn lại kết nối anh với Trái đất; nhưng anh sẽ không thể gọi bất cứ ai từ cuộc sống cũ của mình, mặc dù thế anh vẫn có thể truy cập Internet, và pin có thể được sạc lại bằng năng lượng ma thuật. Anh được ban cho khả năng sử dụng tất cả tất cả bảy hệ của ma thuật: Lửa, Nước, Gió, Đất, Ánh Sáng, Bóng Tối và Vô Tính, cũng như khả năng chiến đấu vật lý. Anh thường xuyên bị nhầm lẫn là đến từ Eashen (một đất nước giống như Nhật Bản thời phong kiến) vì tên anh đọc họ trước tên sau (giống Yae). Anh bắt đầu như một nhà thám hiểm gia trong Vương quốc Belfast, mặc dù do các kỹ năng được cấp và bản chất khiêm tốn của mình, anh nhanh chóng nổi lên trong danh tiếng thông qua các hành vi bốc đồng. Sau khi khám phá Babylon "Aerial Garden" đầu tiên và có một cuộc trò chuyện giả với Giáo sư Regina Babylon, anh tìm ra những phần còn lại của Babylon để đánh bại Phrase. Theo tầm nhìn trước tương lai của Regina Babylon, Touya sẽ có tổng cộng 9 người vợ. Anh dần dần hình thành các hiệp ước với tất cả bốn Linh thú, với Kohaku đầu tiên và trung thành nhất, White Monarch. Anh cuối cùng cũng trở thành vua của các vị lãnh đạo Brunhild sau khi giúp làm mịn mối quan hệ giữa Đế quốc Regulus và Vương quốc Belfast. Anh cũng là nhà thám hiểm hạng bạc đầu tiên xuất hiện trong 18 năm, và sau đó, khi đạt được hạng vàng, trở thành một trong hai "anh hùng" sống trên thế giới.
Elze Silhoueska (エルゼ・シルエスカ Eruze Shiruesuka)
Lồng tiếng bởi: Uchida Maaya (Tiếng Nhật)
Chị gái song sinh của nhà Silhoueska, là một thám hiểm lang thang, và với sự bốc đồng tự nhiên của cô như một chiến binh chuyên nghiệp. Cô ấy có mái tóc dài và ngực nhỏ hơn em gái mình. Touya gặp cô và Linze sớm nhất trong cuộc hành trình của mình, cứu họ khỏi những kẻ lừa đảo trong một con hẻm, và sau đó họ đăng ký làm nhà thám hiểm trong nhóm của mình với guild địa phương. Elze chiến đấu với một cặp găng tay quyến rũ và chỉ có thể sử dụng phép thuật Vô tính với thuộc tính 'Boost', làm tăng khả năng thể chất của cô ấy. Trong những chuyến du lịch của mình, cô hình thành tình cảm với Touya, nhưng cố gắng giữ nó vì lợi ích của em gái mình, người cũng rơi vào "lưới tình" với anh. Cuối cùng, cô và Yae chiến đấu với Touya trong một trận chiến giả và giành chiến thắng, yêu cầu trở thành hôn thê của anh như là phần thưởng của họ. Cô là vị hôn thê thứ ba của Touya.
Linze Silhoueska (リンゼ・シルエスカ Rinze Shiruesuka)
Lồng tiếng bởi: Fukuo Yui (Tiếng Nhật)
Em gái song sinh của nhà Silhoueska. Với trí thông minh và tài năng tự nhiên của mình, cô là chuyên gia kỳ diệu của hai chị em. Cô ấy có mái tóc ngắn và có bộ ngực to hơn chị gái mình, khác với chị gái của mình cô sử dụng được ba thuộc tính ma thuật: lửa, nước và ánh sáng. Touya gặp cô và Elze sớm nhất trong cuộc hành trình của mình, cứu họ khỏi những kẻ lừa đảo trong một con hẻm, và sau đó họ đăng ký như những nhà thám hiểm trong nhóm của mình với guild địa phương. Linze là tay chân của các cô gái trong nhóm, thường xuất hiện nhút nhát và dễ dàng bối rối, mặc dù trong một dịp hiếm hoi mà cô đang tức giận, Touya tin rằng cô là người đáng sợ nhất trong số những người bạn của mình. Cô có tình cảm với Touya, nhưng ban đầu không dám thừa nhận. Sau đó, khi tận mắt nhìn thấy Francesca đăng ký Touya làm chủ nhân mới của mình bằng một nụ hôn, Linze dũng cảm thú nhận tình yêu của mình và hôn Touya trước mặt những cô gái khác. Ngay sau đó, cô trở thành vị hôn thê thứ hai của Touya.
Kokonoe Yae (九重八重)
Lồng tiếng bởi: Akasaki Chinatsu (Tiếng Nhật)
Sinh ra ở đất nước xa xôi Eashen trong một gia đình samurai, Yae rời quê nhà để đi du lịch và trau dồi kỹ năng của mình ở nơi khác. Nhóm của Touya đi qua con đường với cô ấy trong chuyến đi của họ, giúp đỡ để chống lại một nhóm những kẻ bạo hành tấn công cô ấy. Sau đó, cô quyết định đi cùng Touya trong chuyến du lịch của mình. Cuối cùng, cô trở về Eashen cùng với nhóm của mình để cứu cha, anh trai và quê hương của mình từ một cuộc chiến tranh cấp tỉnh trong nước. Trong suốt những sự kiện này, cô yêu Touya. Cuối cùng, cô và Elze chiến đấu với Touya trong một trận chiến giả và giành chiến thắng, yêu cầu trở thành hôn thê của anh như là phần thưởng của họ. Cô là vị hôn thê thứ tư của Touya.
Sushie Urnea Ortlinde (スゥシィ・エルネア・オルトリンデ Sūshī Erunea Orutorinde)
Lồng tiếng bởi: Yamashita Nanami (Tiếng Nhật)
Con gái của Công tước Alfred Urnes Ortlinde, và em họ của Yumina. Sushie thích để cho bạn bè gọi cô ấy là Sue (スゥ Sū). Cô gặp nhóm Touya sớm trong câu chuyện khi họ giải cứu cô khỏi một vụ bắt cóc, đã dẫn đến việc cô phải lòng Touya. Cô cũng giới thiệu Touya cho cha của mình, nói về việc mẹ cô bị nguyền rủa dẫn đến mù lòa, ước gì ông của cô là một người sử dụng phép thuật vô tính vẫn còn sống để chữa trị cho mẹ cô ấy. Do trùng hợp ngẫu nhiên, Touya đã chữa khỏi bệnh mắt của mẹ Sue, kiếm được vinh dự lớn lao ở Vương quốc Belfast. Về sau, để bảo vệ Sue khỏi cuộc hôn nhân chính trị với một hoàng tử nước ngoài bị tình nghi là ấu dâm, cô trở thành vị hôn thê thứ sáu của Touya.
Yumina Urnea Belfast (ユミナ・エルネア・ベルファスト Yumina Erunea Berufasuto)
Lồng tiếng bởi: Kouno Marika (Tiếng Nhật)
Là công chúa của Vương quốc Belfast, và con gái của Vua Tristwin và Nữ hoàng Yuel. Yumina gặp Touya khi anh chữa trị cho cha mình khỏi bị nhiễm độc. Yumina có phép thuật vô tính "Mystic Eyes", một khả năng xuất phát từ đôi mắt dị sắc của cô, cho phép cô có khả năng nhìn thấy bản chất thật của một người. Do sức mạnh này, khi nhìn thấy hào quang vô vị xung quanh Touya sau khi anh cứu cha mình, cô yêu cầu được đính hôn với anh, tin rằng cô sẽ không bao giờ tìm được ứng cử viên tốt hơn làm chồng cô nữa. Cô ấy thành thạo với sử dụng cung tên, và thường chiến đấu cùng với những con sói được triệu hồi từ thuộc tính bóng tối của cô ấy. Sau đó, khi Touya trở thành vua của Brunhild Dukedom, Yumina thành lập Hội nghị Cô dâu, một nhóm gồm những vị hôn thê của Touya gặp gỡ, thảo luận và đánh giá bất kỳ phụ nữ nào phụ thuộc vào anh để xác định xem họ có nên trở thành vị hôn thê chính thức hay không. tiêu chuẩn trong thế giới của cô ấy. Cô là vị hôn thê đầu tiên của Touya.
Leen (リーン Rīn)
Lồng tiếng bởi: Uesaka Sumire (Tiếng Nhật)
Là người đứng đầu bộ lạc tiên của Mismede, Leen đóng vai trò là pháp sư của vương quốc Mismede và có khả năng sử dụng phép thuật hệ Vô tính được gọi là 'Program'. Trải qua hơn 200 năm, cô đã sử dụng 'Program' để tạo ra một chú gấu bông tự động tên Paula có thể tương tác với con người, mặc dù nó vẫn chưa đạt được khả năng nói. Cô gặp Touya trong một chuyến đi ngoại giao từ Belfast, khi Paula đưa anh đến phòng riêng của cô. Bị hấp dẫn bởi khả năng của Touya, cô yêu cầu anh trở thành đệ tử của mình và lập tức bị Touya từ chối; cô trở thành đại sứ của Mismede ở Belfast như một cái cớ để dành nhiều thời gian hơn cho anh. Cô là người bắt đầu cùng Touya trong nhiệm vụ tìm kiếm những mảnh cổ của nền văn minh Babylon bị mất, do cô muốn thu được kiến thức từ Babylon "Thư viện". Cuối cùng, khi tìm ra thư viện nhưng để sử dụng thư viện Babylon, quản lý thư viện đã nêu ra yêu cầu là những kiến thức và ma pháp cổ đại chỉ được phép sử dụng và phục vụ cho Brunhild và sẽ bị hạn chế  khi người ngoài sử dụng. Do muốn có được những kiến thức và ma pháp cổ đại nên cô đã yêu cầu Touya cưới cô. Leen trở thành vị hôn thê thứ tám của Touya.
Lucia Leah Regulus (ルーシア・レア・レグルス Rūshia Rea Regurusu)
Công chúa thứ ba của Đế quốc Regulus. Touya gặp Lucia khi anh cứu vương quốc khỏi bị lật đổ bởi quân đội hoàng gia trong một cuộc đảo chính. Anh đồng ý kết hôn với cô sau khi Hoàng đế Regulus tạo ra một thỏa thuận ngừng chiến với Vua Belfast, sau đó cô chuyển đến Vương quốc Brunhild cùng với Touya và những người khác. Lucia là một người cạnh tranh ghét mất. Vũ khí chính của cô là một thanh kiếm đôi. Cô cũng siêng năng nấu ăn, và có một nụ vị giác nhạy cảm. Lucia là vị hôn thê thứ năm của Touya.
Hildegard Minas Lestia (ヒルデガルド・ミナス・レスティア Hirudegarudo Minasu Resutia)
Hildegard là công chúa đầu tiên của vương quốc hiệp sĩ Lestia. Cô ấy là một người quý tộc khá hào hiệp và thường mặc áo giáp ma thuật. Cô ấy có quan hệ tốt với Yae, vì hai người khá giỏi về kiếm thuật, và được gọi là "Công chúa hiệp sĩ". Hildegard yêu Touya sau trận chiến với Phrase. Sau đó, cô di chuyển trong Vương quốc Brunhild với Touya. Cô là vị hôn thê thứ bảy của Touya.
Sakura (桜 Sakura)
Cô là người kế thừa tiềm năng của Vương quốc Quỷ vương Xenoas. Tuy nhiên, do là demi-human (tức Á nhân), cô bị ruồng bỏ với những người khác, bất chấp chất lượng ma thuật cao nhất của cô để lên ngôi. Cô đã sống sót sau một vụ ám sát và trốn thoát bằng phép thuật Vô tính của mình: Teleport. Và được Touya giải cứu và tái sinh lại chân tay bị mất của mình, cô bị chứng mất trí nhớ và được đặt tên mới là "Sakura" bởi Touya, có lẽ là do mái tóc màu hồng của mình. Tên thật của cô là Farnese Forneus (ファルネーゼ・フォルネウス Farunēze Foruneusu). Trước bộ phim, cô được ban cho Phantom of Eyes thay đổi khuôn mặt và thay đổi màu tóc, với khả năng nghe rõ. Hiện tại, cô ở lại với Touya tại Brunhild Dukedom. Cô trở thành vị hôn thê thứ chín của Touya.

## Phương tiện truyền thông

### Light novels
Bộ truyện đã bắt đầu xuất bản như một cuốn tiểu thuyết trên web, được đăng trên  Shōsetsuka ni Narō website since ngày 8 tháng 4 năm 2013. Bộ truyện sau này được xuất bản thành một loạt tiểu thuyết Hobby Japan's “HJ Novels” lnhãn bắt đầu vào ngày 22 tháng 5 năm 2015; ba mươi mốt tập đã được xuất bản kể từ ngày 19 tháng 5 năm 2025. Cuốn tiểu thuyết minh họa bởi Eiji Usatsuka. Nó được cấp phép phân phối kỹ thuật số bằng tiếng Anh bởi J-Novel Club.  J-Novel Club công bố tại Anime Expo vào ngày 5 tháng 7 năm 2018,series này sẽ là series đầu tiên xuất bản trong bản in ngoài thỏa thuận Seven Seas Entertainment.  Tiểu thuyết sẽ được công bố hợp tác với Ingram Publisher Services.
| STT | Tiêu đề                                                                                   | Ngày xuất bản (Tiếng Nhật)                       | Ngày xuất bản (Tiếng Anh) |
| --- | ----------------------------------------------------------------------------------------- | ------------------------------------------------ | ------------------------- |
| 1   | Mahō ga Kyūshū sa reta!? (魔法が吸収された!?)                                             | ngày 22 tháng 5 năm 2015 ISBN 978-4-7986-1018-4  | ngày 23 tháng 3 năm 2017  |
| 2   | Patei o Irodoru Hanayakana Josei-jin (パテイを彩る華やかな女性陣)                         | ngày 22 tháng 8 năm 2015 ISBN 978-4-7986-1065-8  | ngày 4 tháng 5 năm 2017   |
| 3   | `Ende. Yoroshiku Pa fuyuyo' (エンデ。よろしくパ冬夜)                                      | ngày 21 tháng 11 năm 2015 ISBN 978-4-7986-1117-4 | ngày 14 tháng 6 năm 2017  |
| 4   | Teikoku o Sukuu Tame ni Shutsujin! (帝国を救うためいざ出陣!!)                             | ngày 20 tháng 2 năm 2016 ISBN 978-4-7986-1172-3  | ngày 11 tháng 8 năm 2017  |
| 5   | Buriyuhirudo Kōkoku Kenkoku-sai, Kaimaku!! (ブリユンヒルド公国建国祭、 開幕!!)            | ngày 21 tháng 5 năm 2016 ISBN 978-4-7986-1229-4  | ngày 27 tháng 10 năm 2017 |
| 6   | Sate, Koko wa Sente Hisshō ka na (さて、ここは先手必勝かな)                               | ngày 23 tháng 8 năm 2016 ISBN 978-4-7986-1279-9  | ngày 5 tháng 1 năm 2018   |
| 7   | U wa l, Akai ne! Warukunai (うはl、赤いね!悪くない)                                       | ngày 24 tháng 11 năm 2016 ISBN 978-4-7986-1329-1 | ngày 8 tháng 3 năm 2018   |
| 8   | Yōkoso Babiron Wārudo e! (ようこそバビロンワールドへ!)                                    | ngày 23 tháng 3 năm 2017 ISBN 978-4-7986-1415-1  | ngày 10 tháng 5 năm 2018  |
| 9   | Tsuini hito-gata no fureizu tōjō! (ついに人型のフレイズ登場！)                            | ngày 22 tháng 6 năm 2017 ISBN 978-4-7986-1471-7  | ngày 12 tháng 7 năm 2018  |
| 10  | Ano hakase okoshite hontoni ī no (あの博士起こしてほんとにいいの…？)                      | ngày 22 tháng 9 năm 2017 ISBN 978-4-7986-1532-5  | ngày 20 tháng 9 năm 2018  |
| 11  | Kishi dan'in saiyō shiken kaishi! (騎士団員採用試験開始！)                                | ngày 22 tháng 12 năm 2017 ISBN 978-4-7986-1597-4 | ngày 22 tháng 11 năm 2018 |
| 12  | Shin sekai-hen totsunyū! (新世界編突入！)                                                 | ngày 22 tháng 3 năm 2018 ISBN 978-4-7986-1651-3  | ngày 26 tháng 1 năm 2019  |
| 13  | Kyōgi-sai kaimaku! (競技祭開幕！)                                                         | ngày 22 tháng 6 năm 2018 ISBN 978-4-7986-1713-8  | ngày 17 tháng 3 năm 2019  |
| 14  | Fureizu no ō, shutsugen. (フレイズの王、出現。)                                           | ngày 22 tháng 9 năm 2018 ISBN 978-4-7986-1773-2  | ngày 13 tháng 5 năm 2019  |
| 15  | Goremu tai Fureizu no ōkibo-sen boppatsu! (ゴレム対フレイズの大規模戦勃発！)              | ngày 22 tháng 12 năm 2018 ISBN 978-4-7986-1825-8 | ngày 23 tháng 6 năm 2019  |
| 16  | Ura sekai ni honkaku san'nyū! (裏世界に本格参入！)                                        | ngày 22 tháng 3 năm 2019 ISBN 978-4-7986-1888-3  | ngày 11 tháng 8 năm 2019  |
| 17  | Goremu o tsukatta sen'yō-ki tōjō!? (ゴレムを使った専用機登場!?)                           | ngày 22 tháng 6 năm 2019 ISBN 978-4-7986-1948-4  | ngày 28 tháng 10 năm 2019 |
| 18  | Tsuini futatsu no sekai ga yūgō suru!! (ついに二つの世界が融合する!!)                     | ngày 21 tháng 9 năm 2019 ISBN 978-4-7986-2004-6  | ngày 7 tháng 1 năm 2020   |
| 19  | VS. Jashin, kessen! (VS.邪神、決戦！)                                                     | ngày 21 tháng 12 năm 2019 ISBN 978-4-7986-2089-3 | ngày 17 tháng 4 năm 2020  |
| 20  | Kekkon junbi ni zenryoku! (結婚準備に全力！)                                              | ngày 21 tháng 3 năm 2020 ISBN 978-4-7986-2152-4  | ngày 3 tháng 8 năm 2020   |
| 21  | Kekkonshiki ni chikyū kankō! (結婚式に地球観光！)                                         | ngày 22 tháng 6 năm 2020 ISBN 978-4-7986-2237-8  | ngày 14 tháng 11 năm 2020 |
| 22  | Mirai kara musume ga shūrai!? (未来から娘が襲来!?)                                        | ngày 22 tháng 10 năm 2020 ISBN 978-4-7986-2325-2 | ngày 14 tháng 5 năm 2021  |
| 23  | Zokuzoku yattekuru musume ni, Papa wa akusenkutō!? (続々やってくる娘に、パパは悪戦苦闘!?) | ngày 19 tháng 2 năm 2021 ISBN 978-4-7986-2420-4  | ngày 4 tháng 10 năm 2021  |
| 24  | “Hakobune” o motomete aratana bōken e! (『方舟』を求めて新たな冒険へ！)                   | ngày 19 tháng 6 năm 2021 ISBN 978-4-7986-2513-3  | ngày 12 tháng 1 năm 2022  |
| 25  | Tsuini 6 Hitome no Kodomo ga Gōryū……!? (遂に6人目の子供が合流……!?)                        | ngày 19 tháng 11 năm 2021 ISBN 978-4-7986-2668-0 | ngày 4 tháng 7 năm 2022   |
| 26  | Kodomo no Tamenara Doko Made mo! (子供のためならどこまでも！)                             | ngày 19 tháng 4 năm 2022 ISBN 978-4-7986-2812-7  | ngày 10 tháng 10 năm 2022 |
| 27  | Saigo no Musume, Tsuini Gōryū!? (最後の娘、ついに合流!?)                                  | ngày 19 tháng 10 năm 2022 ISBN 978-4-7986-2928-5 | ngày 9 tháng 6 năm 2023   |
| 28  | Yome-tachi no Pinchi ni Kodomo-tachi Dai Katsuyaku!? (嫁たちのピンチに子供たち大活躍!?)   | ngày 19 tháng 4 năm 2023 ISBN 978-4-7986-3164-6  | ngày 23 tháng 10 năm 2023 |
| 29  | Fureizu no Ō Shutsugen!? (フレイズの王出現!?)                                             | ngày 19 tháng 10 năm 2023 ISBN 978-4-7986-3273-5 | ngày 1 tháng 7 năm 2024   |
| 30  | Mōhitotsu no “Kin no Ōkan”!? (もう一つの『金の王冠』!?)                                   | ngày 17 tháng 5 năm 2024 ISBN 978-4-7986-3540-8  | ngày 25 tháng 11 năm 2024 |
| 31  | Gorudo no Toki o Koeta Negai to wa ―― (ゴルドの時を超えた願いとは――。)                    | ngày 19 tháng 5 năm 2025 ISBN 978-4-79-863697-9  | —                         |

### Manga
Một bộ truyện tranh manga của Soto bắt đầu xuất bản trong số ra tháng 1 năm 2017 của Comp Ace (Xuất bản Tháng 11 2016), với hai tập tankōbon được biên soạn đầu tiên được phát hành liên tục trong tháng 6 và tháng 7 năm 2017 và khối lượng thứ ba vào tháng 2 năm 2018.
| STT | Ngày ra mắt               | ISBN                   |
| --- | ------------------------- | ---------------------- |
| 1   | ngày 24 tháng 6 năm 2017  | ISBN 978-4-04-105769-8 |
| 2   | ngày 24 tháng 7 năm 2017  | ISBN 978-4-04-106100-8 |
| 3   | ngày 26 tháng 2 năm 2018  | ISBN 978-4-04-106547-1 |
| 4   | ngày 25 tháng 5 năm 2018  | ISBN 978-4-04-107165-6 |
| 5   | ngày 24 tháng 11 năm 2018 | ISBN 978-4-04-107165-6 |
| 6   | ngày 24 tháng 5 năm 2019  | ISBN 978-4-04-108228-7 |
| 7   | ngày 23 tháng 1 năm 2020  | ISBN 978-4-04-109034-3 |
| 8   | ngày 26 tháng 5 năm 2020  | ISBN 978-4-04-109440-2 |
| 9   | ngày 25 tháng 11 năm 2020 | ISBN 978-4-04-109441-9 |
| 10  | ngày 26 tháng 5 năm 2021  | ISBN 978-4-04-111351-6 |
| 11  | ngày 25 tháng 12 năm 2021 | ISBN 978-4-04-112012-5 |
| 12  | ngày 26 tháng 7 năm 2022  | ISBN 978-4-04-112698-1 |
| 13  | ngày 25 tháng 3 năm 2023  | ISBN 978-4-04-112699-8 |
| 14  | ngày 26 tháng 10 năm 2023 | ISBN 978-4-04-114354-4 |
| 15  | ngày 25 tháng 7 năm 2024  | ISBN 978-4-04-115212-6 |
| 16  | ngày 25 tháng 12 năm 2024 | ISBN 978-4-04-115839-5 |
| 17  | ngày 25 tháng 7 năm 2025  | ISBN 978-4-04-116475-4 |

### Anime
Bản anime truyền hình chuyển thể từ light novel lần đầu được công bố vào tháng 3 năm 2017. Xưởng phim Production Reed phụ trách vẽ hoạt họa, Yanase Yūji đạo diễn và Takahashi Natsuko soạn kịch bản, Exit Tunes sáng tác nhạc nền. Bài hát mở đầu phim là "Another World" do nhóm AŌP trình diễn. Tổng cộng 12 tập của anime được lên sóng từ ngày 11 tháng 7 đến 26 tháng 9 năm 2017.
Vào tháng 4 năm 2022, trang mạng chính thức của anime công bố mùa thứ hai.

## Đón nhận
Kể từ khi ra mắt, tiểu thuyết dần nổi tiếng trên trang web Shōsetsuka ni Narō, đón về hơn tổng 100.000.000 lượt xem trang.